# Switch Girl!! (phim truyền hình)
Switch Girl!! (スイッチガール！！ Suitchi Gāru!!) là bộ phim truyền hình Nhật Bản ra mắt vào dịp Giáng sinh năm 2011, dựa trên bộ truyện tranh cùng tên của nữ tác giả Aida Natsumi. Bộ phim được lên sóng truyền hình Fuji TV Two vào ngày 24 tháng 12 năm 2011 và kết thúc vào ngày 18 tháng 2 năm 2012 với 8 tập phim.

## Nội dung
Bộ phim là câu chuyện xoay quanh nữ chính Tamiya Nika - một Switch Girl chính hiệu. Ở trường, cô là một nữ sinh trung học nổi tiếng với vẻ ngoài xinh đẹp và phong cách sành điệu. Nhưng ngược lại, khi ở nhà, cô lại trở thành một bà cô lôi thôi, bừa bộn và chuyên đi săn hàng giảm giá. Cô gọi hai cá tính trái ngược này của mình là hai chế độ ON và OFF. Không một ai biết về bí mật này của cô ngoại trừ cô bạn thân Nino. Tuy nhiên, một ngày nọ, một anh chàng đẹp trai vừa chuyển đến khu chung cư nơi Nika ở đã vô tình phát hiện ra con người thật của cô.

## Diễn viên

### Diễn viên chính
- Nishiuchi Mariya vai Tamiya Nika

Một nữ sinh trung học xinh đẹp và thời trang, nhưng đó chỉ là vỏ bọc cô "bật" lên khi ở trường. Thật ra, bên trong cái vỏ bọc xinh đẹp ấy lại là một cô nàng luộm thuộm, lười biếng và cẩu thả.
- Kiriyama Renn vai Kamiyama Arata

Một nam sinh mới chuyển đến khu chung cư nơi Nika ở, đồng thời cũng trở thành bạn học mới của cô ở trường. Anh xuất hiện với vẻ ngoài đẹp trai và thành tích học tập xuất sắc. Nhưng anh luôn giấu khuôn mặt điển trai của mình đằng sau cặp kính dày cộm. Cuộc sống của anh khá cô đơn và lạnh lẽo cho đến khi anh tình cờ phát hiện ra bộ mặt thật của Nika.

### Diễn viên phụ
- Sakata Rikako vai Ninohara/Nino
- Haru vai Jogasaki Reika/Khỉ Chúa
- Shinohara Tsugumi vai Kizaki Meika
- Hashimoto Wakana vai Kawamura Azusa
- Kumabe Yohei vai Kimoto Masaru (bạn học của Nika)
- Hoshino Sonomi vai Tamiya Chizuru (mẹ của Nika)
- Ikezawa Ayaka vai Tamiya Rika (chị của Nika)
- Taniuchi Risa vai Sato (bạn học của Nika)
- Konishi Yuu vai Kato (bạn học của Nika)

### Khách mời
- Adeyto vai Veronique (tập 1)
- Gregory Gerville vai Beaufort (tập 1)
- Suzuki Shōgo vai Naoi (tập 2)
- Jinnai Shō vai Hirota Masamune (tập 4,5,6)
- Akiyama Shintarō vai Someya Keiji (giáo viên môn mỹ thuật) (tập 7,8)

## Danh sách các tập phim
| Tập | Ngày phát sóng (Fuji TV Two) | Ngày phát sóng (Fuji TV) | Nội dung |
| --- | ---------------------------- | ------------------------ | --- |
| 1   | 24 tháng 12 năm 2011         | 25 tháng 3 năm 2013      | Nika, bên ngoài là một hotgirl nổi tiếng ở trường, nhưng bên trong lại là một bà cô lôi thôi và lười biếng. Tình cờ, bí mật này của cô lại bị bạn học mới Arata phát hiện. |
| 2   | 7 tháng 1 năm 2012           | 25 tháng 3 năm 2013      | Arata đột nhiên lại trở nên lạnh lùng, còn Nika thì được mời tham gia một bữa tiệc mai mối.                                                                                |
| 3   | 14 tháng 1 năm 2012          | 26 tháng 3 năm 2013      | Nika có nguy cơ bị ở lại lớp nên Arata đã giúp cô phụ đạo thêm tại nhà. |
| 4   | 21 tháng 1 năm 2012          | 26 tháng 3 năm 2013      | Nika bị tống tiền. Trong khi đó, một cô gái đã xuất hiện bên cạnh Arata.                                                                                                   |
| 5   | 28 tháng 1 năm 2012          | 27 tháng 3 năm 2013      | Nika từ chối tình cảm của Masamune. Bộ mặt thật của Meika bị vạch trần. |
| 6   | 4 tháng 2 năm 2012           | 27 tháng 3 năm 2013      | Cha của Arata sẽ đi công tác nước ngoài, nên mẹ của anh muốn anh về ở cùng với bà.                                                                                         |
| 7   | 11 tháng 2 năm 2012          | 28 tháng 3 năm 2013      | Một giáo viên mới đến trường công tác, đặt ra hàng tá các quy định bất hợp lý và bắt mọi người phải tuân thủ.                                                              |
| 8   | 18 tháng 2 năm 2012          | 28 tháng 3 năm 2013      | Động cơ thực sự của Someya bị tiết lộ. Tình cảm của Nika và Arata sứt mẻ.                                                                                                  |